# Maurice Sutton
Maurice Sutton Jr (ur. 31 lipca 1989 w Largo) – amerykański koszykarz, występujący na pozycjach skrzydłowego oraz środkowego, aktualnie wolny agent.
14 września 2015 roku został zawodnikiem Śląska Wrocław. Klub zwolnił go 15 grudnia.